# Élection présidentielle haïtienne de 2015
Le premier tour de l'élection présidentielle haïtienne de 2015 se déroule le 25 octobre 2015, en même temps que le second tour des élections législatives, pour élire le président de la République. 
En vertu de la Constitution, le président sortant, Michel Martelly, ne peut pas se présenter pour un nouveau mandat. Le 7 février 2016, son mandat prend fin. Jocelerme Privert, élu une semaine plus tard par l'Assemblée nationale, lui succède, à titre provisoire, jusqu'à l'élection d'un nouveau président.
Après les nombreux reports du second tour de la présidentielle durant l'année 2016, le scrutin est finalement annulé à cause d'irrégularités. Un nouveau scrutin a lieu en novembre 2016.

## Contexte
Michel Martelly, élu en prête serment comme président de la République le 14 mai 2011, plus de trois mois après le début constitutionnel de son mandat, puisque le scrutin l'ayant élu a eu lieu en retard. Il s'agit cependant de la première alternance politique de l'histoire d'Haïti. Le nouveau président promet des réformes, concernant notamment le processus de reconstruction post-sismique. 
Le 25 juillet 2011, il est victime d'une tentative d'assassinat.
Les élections sénatoriales de mi-mandat devaient initialement avoir lieu en mai 2012. Ils sont reportées au 26 octobre 2014 puis au 26 octobre 2015, jour du premier tour de la présidentielle.

## Résultats
| Candidats | Candidats                 | Partis                                                    | Premier tour | Premier tour | Second tour      | Second tour      |
| Candidats | Candidats                 | Partis                                                    | Voix         | %            | Voix             | %                |
| --------- | ------------------------- | --------------------------------------------------------- | ------------ | ------------ | ---------------- | ---------------- |
|           | Jovenel Moïse             | Parti haïtien Tèt Kale                                    | 511 992      | 32,81        | Scrutin invalidé | Scrutin invalidé |
|           | Jude Célestin             | Inite-LAPEH                                               | 394 390      | 25,27        | Scrutin invalidé | Scrutin invalidé |
|           | Jean-Charles Moïse        | Platfom Pitit Desalin                                     | 222 646      | 14,27        |                  |                  |
|           | Maryse Narcisse           | Fanmi Lavalas                                             | 110 049      | 7,05         |                  |                  |
|           | Michel André              | Rassemblement des démocrates nationaux progressistes      | 56 611       | 3,63         |                  |                  |
|           | Jean-Henry Céant          | Renmen Ayiti                                              | 38 898       | 2,50         |                  |                  |
|           | Sauveur Pierre Étienne    | Organisation du peuple en lutte                           | 30 144       | 1,94         |                  |                  |
|           | Charles-Henri Baker       | Union nationale chrétienne pour la reconstruction d'Haïti | 17 796       | 1,14         |                  |                  |
|           | Steeve Khawly             | Indépendant                                               | 16 752       | 1,08         |                  |                  |
|           | Maxo Joseph               | Indépendant                                               | 8 914        | 0,57         |                  |                  |
|           | Jean Clarens Renois       | Indépendant                                               | 8 819        | 0,57         |                  |                  |
|           | Beauzile Edmone Supplice  | Parti fusion des sociaux démocrates                       | 5 876        | 0,38         |                  |                  |
|           | Amos André                | Front pour la reconstruction nationale                    | 4 888        | 0,31         |                  |                  |
|           | Marie Antoinette Gauthier | Bourad                                                    | 2 769        | 0,18         |                  |                  |
|           |                           |                                                           |              |              |                  |                  |
| Total     | Total                     | Total                                                     | 1 553 131    | 100,00       | Scrutin invalidé | Scrutin invalidé |

## Annulation
Le second tour, prévu initialement le 27 décembre 2015 est reporté le 21 décembre par le conseil électoral provisoire à une date indéterminée, dans un contexte de contestations des résultats du premier tour. Le 6 janvier 2016, le second tour est fixé au 24 janvier suivant, puis reporté le 22 janvier à une date indéterminée. Il est ensuite fixé au 24 avril 2016 puis de nouveau reporté.
Le 30 mars 2016 sont nommés les membres de la commission électorale provisoire. Son président Léopold Berlanger admet quelques jours plus tard que la date du second tour ne sera probablement pas respectée.
Le 31 mai 2016, la commission électorale préconise d'organiser un nouveau premier tour. Le 6 juin 2016, la présidentielle est officiellement annulée par le président du Conseil électoral provisoire, provoquant une nouvelle présidentielle.